# Acaridae

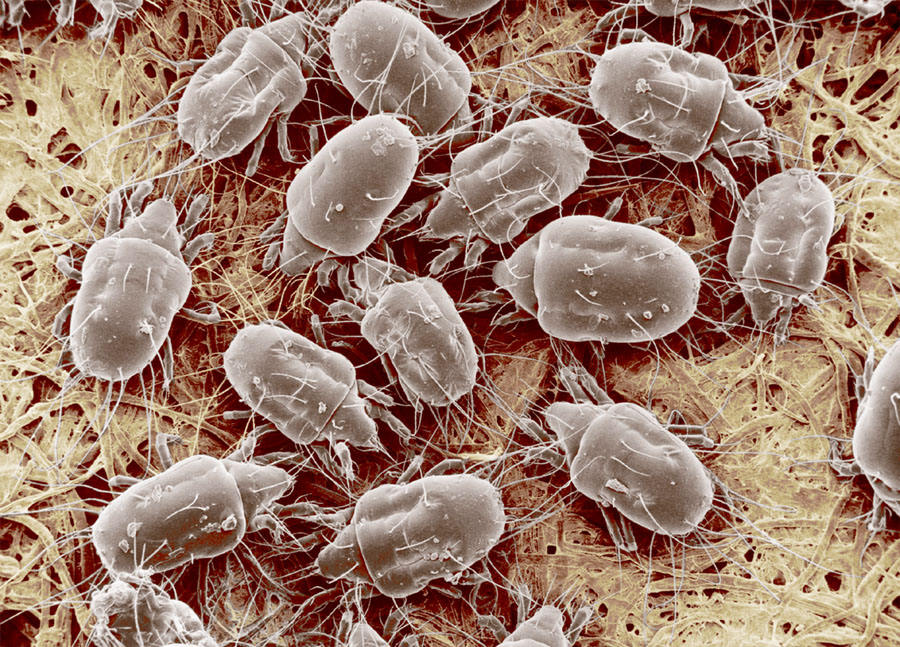
Tyrophagus putrescentiae.

Acaridae é uma família de ácaros pertencente à ordem dos Sarcoptiformes, que inclui diversas espécies que parasitam alimentos armazenados. Entre as formas mais comuns estão Tyrophagus putrescentiae (comum em matéria orgânica em decomposição rica em bolores), os ácaros do queijo e os ácaros das farinhas.

## Taxonomia
A família inclui os seguintes géneros:
Fagacarinae Fain & R. A. Norton, 1979
- Fagacarus Fain & R. A. Norton, 1979

Acarinae Nesbitt, 1945
- Acarus Linnaeus, 1758
- Aleuroglyphus Zachvatkin, 1940
- Ebertia Oudemans, 1924
- Podoglyphus Oudemans, 1937
- Tyrolichus Oudemans, 1924
- Tyroglyphites Pampaloni, 1902
- Tyrophagus Oudemans, 1924

Rhizoglyphinae Zakhvatkin, 1941
- Acarotalpa Volgin, 1966
- Acotyledon Oudemans, 1903
- Caloglyphus Berlese, 1923
- Cosmoglyphus Oudemans, 1932
- Froriepia Vitzthum, 1919
- Garsaultia Oudemans, 1916
- Histiogaster Berlese, 1883
- Horstia Oudemans, 1905
- Mycetoglyphus Oudemans, 1932
- Myrmoglyphus Vitzthum, 1935
- Rhizoglyphus Claparédè, 1869
- Sancassania Oudemans, 1916
- Schwiebea Oudemans, 1916
- Stereoglyphus Berlese, 1923
- Thyreophagus Rondani, 1874
- Troglocoptes Fain, 1966
- Valmontia Oudemans, 1923
- Viedebanttia Oudemans, 1929

Pontoppidaniinae Oudemans, 1925
- Diphtheroglyphus Nesbitt, 1950
- Pontoppidania Oudemans, 1923

Incertae sedis
- Aellenella S. Mahunka, 1978
- Apiacarus Volgin, 1974
- Amphicalvolia Türk, 1963
- Armacarus S. Mahunka, 1979
- Askinasia Yunker, 1970
- Australhypopus Fain & Friend, 1984
- Baloghella Mahunka, 1963
- Bembidioglyphus Klimov, 1998
- Boletacarus V. I. Volgin & S. V. Mironov, 1980
- Boletoglyphus Volgin, 1953
- Bromeliaglyphus H. H. J. Nesbitt, 1985
- Calvoliella Samsinak, 1969
- Calvoliopsis Mahunka, 1973
- Capillaroglyphus Klimov, 1998
- Carabidobius Volgin, 1953
- Cerophagopsis Zachvatkin, 1941
- Chibidaria Sasa, 1952
- Contromelisia Samsinak, 1969
- Ctenocolletacarus Fain, 1984
- Diadasiopus OConnor, 1997
- Dynastopus Fain, 1978
- Ewingia Pearse, 1929
- Fainoglyphus S. Mahunka, 1979
- Forcellinia Oudemans, 1924
- Ghanacarus Mahunka, 1973
- Halictacarus Mahunka, 1975
- Heteroglyphus Foa, 1897
- Hoogstraalacarus Yunker, 1970
- Horstiella Türk, 1949
- Hortacarus S. Mahunka, 1979
- Hyohondania Sasa, 1952
- Irianopus Fain, 1986
- Kanekobia Fain, C. E. Yunker, J. van Goethem & D. E. Johnston, 1982
- Kargoecius Fain, 1985
- Konoglyphus Delfinado & Baker, 1974
- Kuzinia Zachvatkin, 1941
- Lackerbaueria Zachvatkin, 1941
- Lamtoglyphus Fain, 1975
- Lasioacarus Kadzhyaya, 1968
- Lemmaniella Mahunka, 1977
- Lindquistia Mahunka, 1977
- Lowryacarus Fain, 1986
- Machadoglyphus Mahunka, 1963
- Madaglyphus Fain, 1971
- Mahunkaglyphus Eraky, 1998
- Mahunkallinia Eraky, 1999
- Mauracarus S. Mahunka, 1978
- Medeus Volgin, 1974
- Megachilopus Fain, 1974
- Mezorhizoglyphus Kadzhaya, 1966
- Mycetosancassania Klimov, 2000
- Myrmolichus Türk & Türk, 1957
- Naiacus H. H. J. Nesbitt, 1990
- Naiadacarus Fashing, 1974
- Neoacotyledon K. Samsinak, 1980
- Neohorstia Zachvatkin, 1941
- Neotropacarus Baker, 1985
- Notiopsyllopus Fain, 1977
- Ocellacarus S. Mahunka, 1979
- Olafsenia Oudemans, 1927
- Omentopus Fain, 1978
- Paraceroglyphus Fain & Beaucournu, 1979
- Paraforcellinia Kadzhaya, 1974
- Passaloglyphus Mahunka & Samsinak, 1972
- Paulacarellus Fain, 1976
- Pelzneria Scheucher, in Stammer 1957
- Pinoglyphus S. Mahunka, 1978
- Psyllacarus Fain, F. Bartholomaeus, B. Cooke & J. C. Beaucournu, 1990
- Psylloglyphus Fain, 1966
- Psyllopus Fain & J. C. Beaucournu, 1993
- Reckiacarus G. Kadzhaya, 1972
- Rettacarus S. Mahunka, 1979
- Rhizoglyphoides V. I. Volgin, 1978
- Rodionovia Zachvatkin, 1941
- Scatoglyphus Berlese, 1913
- Schulzea Zachvatkin, 1941
- Sennertionyx Zachvatkin, 1941
- Setoglyphus S. Mahunka, 1979
- Sinolardoglyphus Z. T. Jiang, 1991
- Sinosuidasia Jiang, 1996
- Spinacaropus Fain & A. M. Camerik, 1978
- Terglyphus Samsinak, 1965
- Thectochloracarus Fain, Engel, Flechtmann & OConnor, 1999
- Trichopsyllopus Fain & G. T. Baker, 1983
- Troxocoptes Fain & J. R. Philips, 1983
- Umakefeq Klimov, 2000
- Volginia Kadzhaya, 1967